# Borgvik
Borgvik ist ein Ort (småort) am westlichen Ufer des Grumsfjord, einem Nebenarm des Vänern in der Gemeinde Grums in der schwedischen Provinz Värmland.

## Geschichte

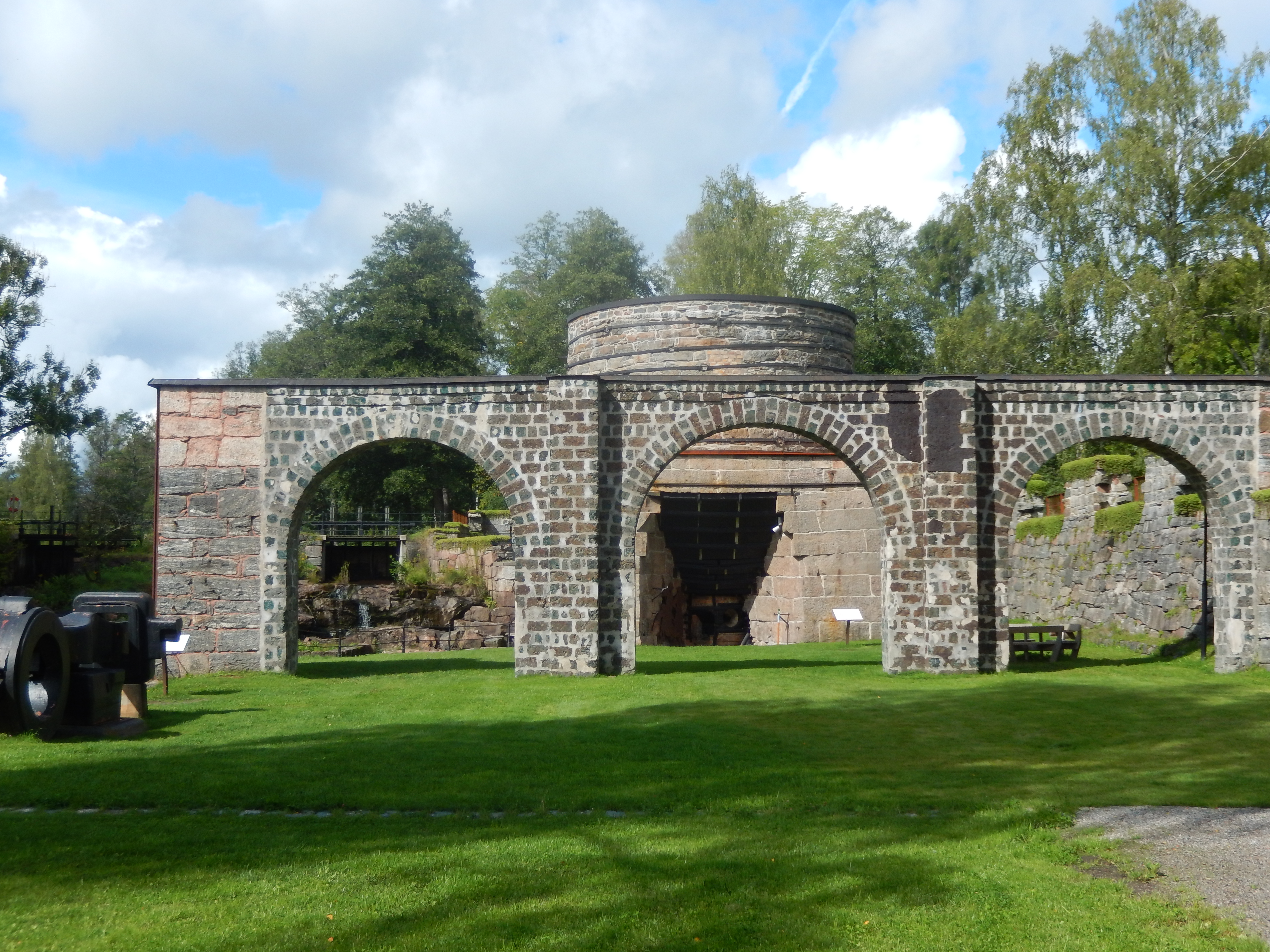
Restaurierte Überreste der alten Eisenhütte

Borgvik ist eine der am besten erhaltenen industriellen Landschaften Värmlands. Der Betrieb der Eisenhütte begann um 1600. Als der Eiffelturm für die Weltausstellung 1889 erbaut wurde, kam das Eisen aus Borgvik. Die Eisenhütte wurde 1925 geschlossen. Zu dieser Zeit lebten noch rund 700 Menschen in Borgvik. Es waren vor allem ein Sägewerk und eine Tischlerei, die noch Arbeiter beschäftigten.
Nachdem Deutschland im April 1940 Norwegen besetzte, wurde Borgvik zur drittgrößten Militärstadt. Einer der Kommandeure in Borgvik war Major Nils Mesterton war, der 1931 die Truppen bei den Schüssen von Ådalen befehligt hatte. An die militärische Präsenz erinnern noch eine große Zahl von militärischen Anlagen wie Gräben in der Gegend. Nach dem Zweiten Weltkrieg kam es zur Arbeitslosigkeit und Abwanderung und Borgvik verlor seinen früheren Charakter.

## Berühmte Bürger
Der Autor Goran Tunström wurde in Borgvik geboren, wo sein Vater Hugo in den 1930er Jahren als Pfarrer tätig war. Sein Vertreter im Amt war der Prediger Elis Malmström, der spätere Bischof von Växjö und prominente Linné-Forscher. Ein anderer bekannter Bürger ist der Ichthyologe Sven O. Kullander, dessen Vater Charles Frederick Lehrer und Bürgermeister von Karlstad war.